# SN 2007ic
SN 2007ic – supernowa typu Ia odkryta 5 września 2007 roku w galaktyce A000557+0106. W momencie odkrycia miała maksymalną jasność 20,00m.